# Садько Володимир Григорович
Садько Володимир Григорович, член АПУ; нар. деп. України 13 скл.
Н. 30.07.1948 (с. Попасне, Дніпроп. обл.); укр.; дружина — економіст; має 2 дочок.
Освіта: Кіровогр. с.-г. тех-м (1973); Дніпроп. с.-г. ін-т, вчений-агроном.
03.1998 — канд. в нар. деп. України від АПУ, № 67 в списку. На час виборів: чл. АПУ, нар. деп. України.
Народний депутат України з 04.1994 (2-й тур) до 04.1998, Новомосковський виб. окр. № 102, Дніпроп. обл., висун. СелПУ. Член Комітету з питань АПК, земельних ресурсів і соц. розвитку. Член деп. гр. «Єдність» (до цього — деп. групи «Відродження та розвиток агропром. комплексу України», до цього — деп. гр. «Єдність»).
- З 1964 — тракторист, з 1966 — помічник бригадира тракторної бригади, колгосп імені XX з'їзду КПРС, село Тарасове.
- Служив в армії.
- З 1969 — водій, бригадир тракторної бригади, колгосп імені XX з'їзду КПРС, село Тарасове.
- З 1973 — агроном з насінництва, ентомолог, головний агроном, колгосп «Правда».
- З 1981 — головний агроном, радгосп імені Жданова і колгосп імені Куйбишева.
- 1985—1993 — голова правління, колгосп «Зоря».
- З 09.1993 — голова, колгосп імені Калініна (колективне сільськогосподарське підприємство «Колос») Новомосковського району.

Був членом СелПУ.

## Джерело
- Довідка